# Attentato di Pahalgam
L'attentato di Pahalgam è stato un attentato ad un gruppo di turisti maschi da parte di cinque miliziani nei pressi di Pahalgam, nella regione di Jammu e Kashmir, amministrata dall'India, in cui sono stati uccisi almeno 28 civili il 22 aprile 2025.
I militanti hanno preso di mira principalmente turisti indù, sebbene anche un turista cristiano e un musulmano locale siano stati uccisi nell'attacco. Gli aggressori, armati di carabine M4 e AK-47, sono entrati nella località turistica della Valle di Baisaran, circondata da fitte foreste di pini. Questo incidente è considerato l'attacco più letale contro dei civili in India dopo gli attentati di Mumbai del 26 novembre 2008.
Il Fronte di Resistenza, ritenuto una propaggine del gruppo terroristico islamico pakistano Lashkar-e Taiba, ha inizialmente rivendicato la responsabilità dell'attacco. Il Fronte ha rilasciato una dichiarazione in cui affermava che l'attacco era in opposizione agli insediamenti non locali nella regione derivanti dall'abolizione dello status speciale del Kashmir. Quattro giorni dopo, ha ritrattato la sua rivendicazione di responsabilità. In precedenza, il Fronte aveva rivendicato la responsabilità di diversi attacchi terroristici in Kashmir.
I militanti hanno individuato gli uomini e hanno chiesto la loro religione prima di sparare ai turisti indù e cristiani. Gli aggressori hanno anche chiesto ad alcuni turisti di recitare la kalima islamica, una dichiarazione di fede musulmana, per identificare i non musulmani. Delle 26 persone uccise, 25 erano turisti e uno era un operatore locale musulmano di passeggiate su pony che ha cercato di strappare una pistola agli aggressori. Tra i turisti c'erano diverse coppie di sposi, e gli uomini sono stati colpiti a bruciapelo davanti alle loro mogli. Le donne sono state risparmiate dai militanti.
L'attacco ha intensificato ulteriormente le tensioni tra India e Pakistan e portato a una situazione di stallo tra i Paesi. L'India ha accusato il Pakistan di sostenere il terrorismo transfrontaliero, sospendendo il Trattato delle acque dell'Indo, espellendo i diplomatici pakistani ed infine chiudendo le frontiere. Il Pakistan ha negato le accuse dell'India e ha risposto sospendendo l'Accordo di Simla, limitando gli scambi commerciali e chiudendo lo spazio aereo. Sono iniziate alcune schermaglie di confine tra le forze indiane e pakistane lungo la Linea di Controllo. Inoltre, l'India ha chiuso il suo spazio aereo alle compagnie aeree pakistane, ha vietato tutte le importazioni dal Pakistan e ha proibito alle navi battenti bandiera pakistana di entrare nei suoi porti. Il 7 maggio l'India ha lanciato attacchi di precisione contro 9 località del Pakistan e della porzione del Kashmir amministrata dal Pakistan. Nei giorni seguenti si sono verificati altri scontri tra le due nazioni, fino ad un cessate il fuoco accettato il 10 maggio.